# 특수로보 쟌퍼슨
《특수로보 쟌퍼슨》 (일본어: 特捜ロボ ジャンパーソン 특수로보 쟌퍼슨[*])은 일본 토에이에서 제작한 메탈 히어로 시리즈 1993년 1월 31일 1994년 1월 24일 TV 아사히에서 방영되었다.

## 캐스트
- 타카이도 시로 - 카타키리 쥰이치로(片桐順一郎)

## 주제가
오프닝
엔딩

## 같이 보기
- 로보캅 (1987년 영화)